# Anlage Süd

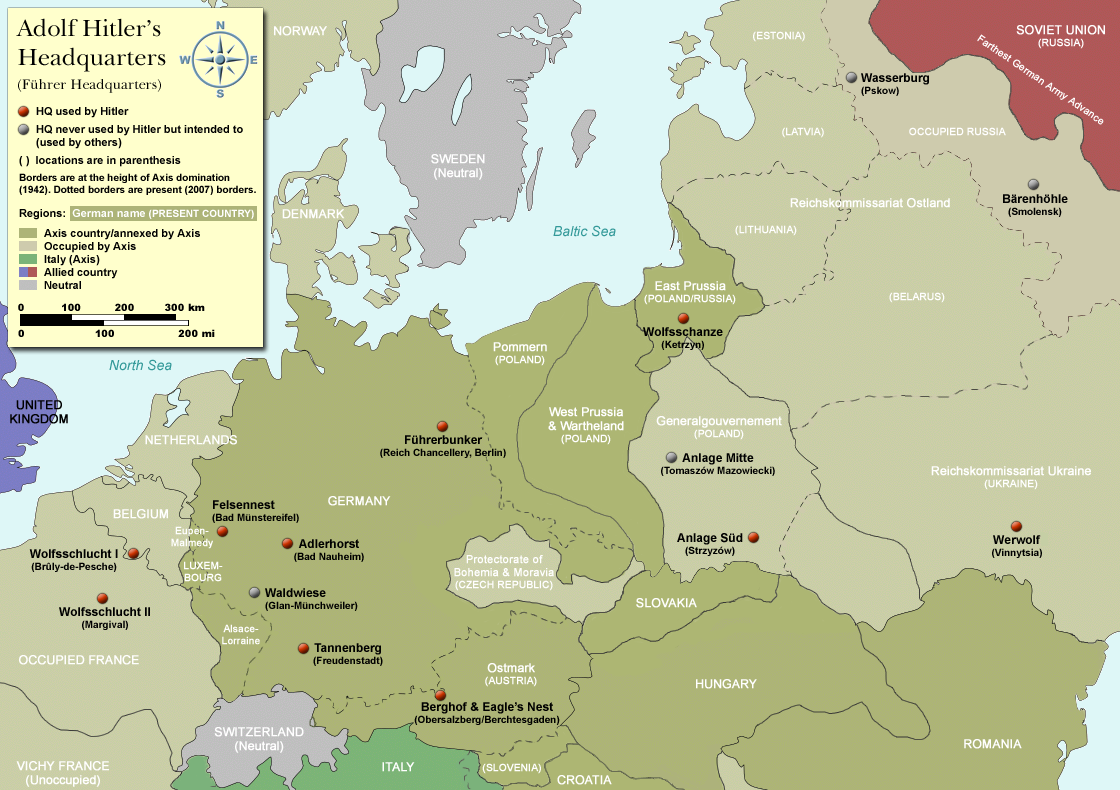
Lokalizacja Założenia Południe na tle innych kwater Hitlera (FHQ)

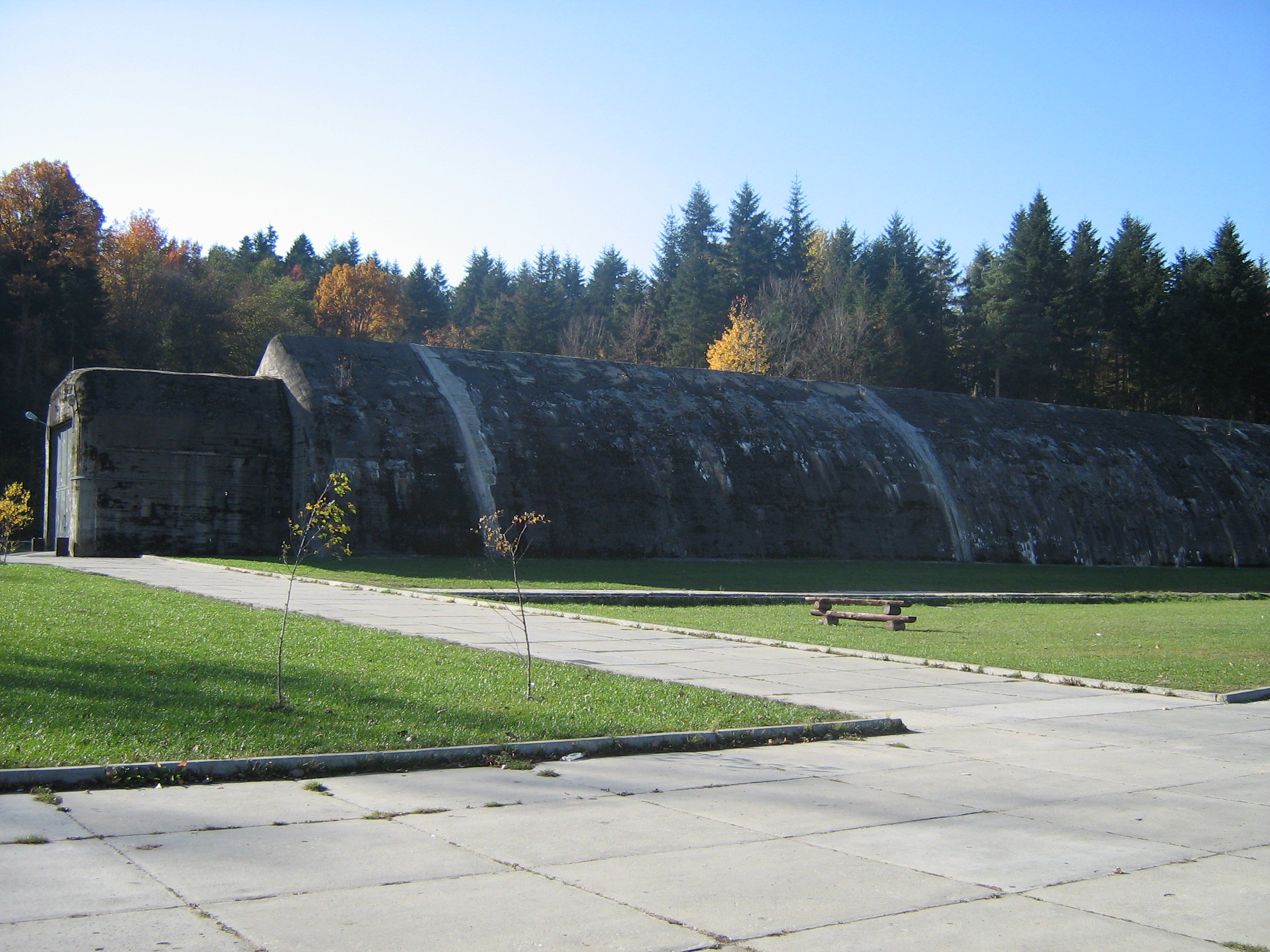
Tunel schronowy w Stępinie-Cieszynie

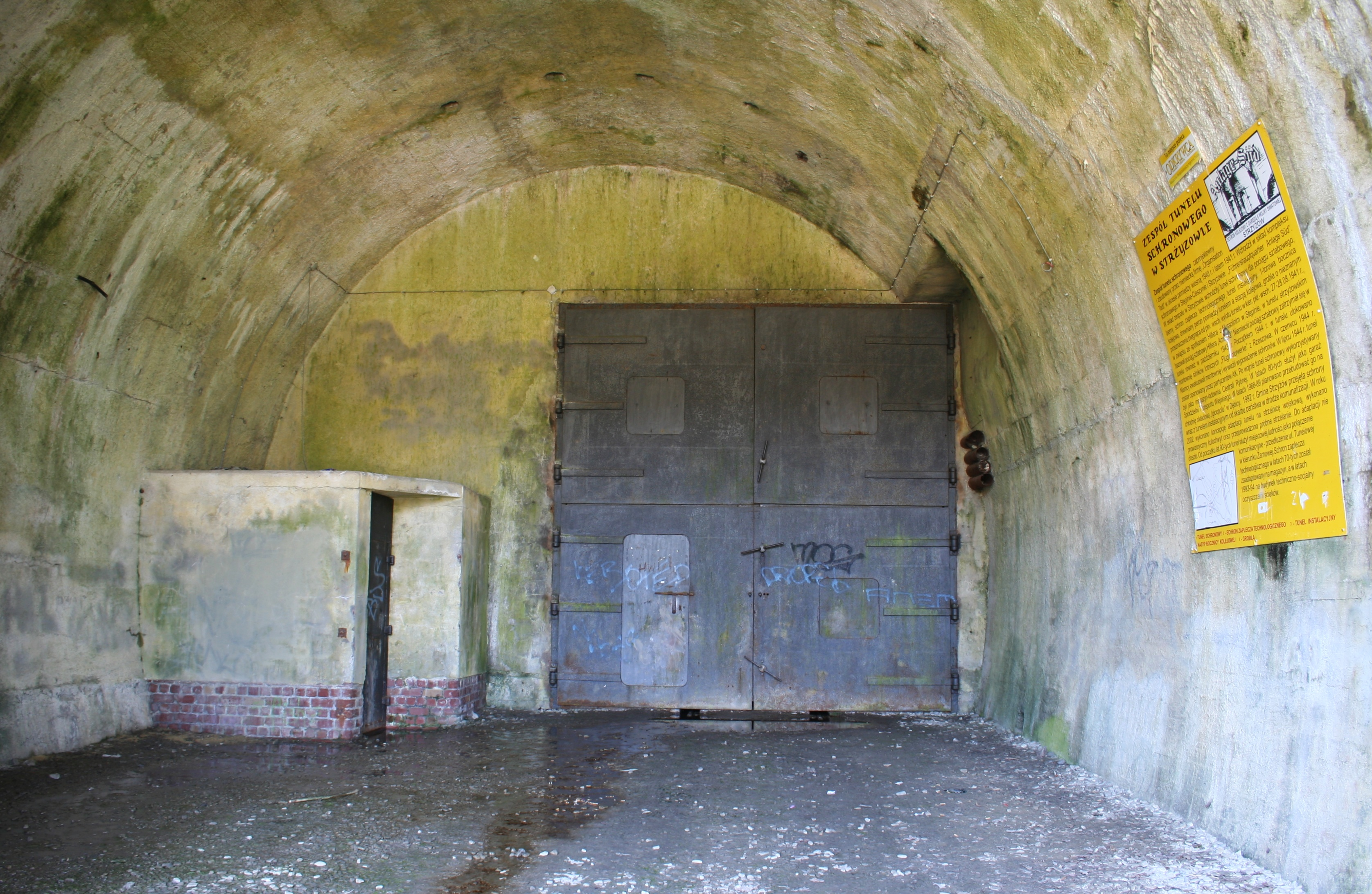
Tunel schronowy w Strzyżowie

Anlage Süd (pol. „Założenie Południe”; inna nazwa: Askania Süd) – kwatera główna Adolfa Hitlera (Führerhauptquartier) w Stępinie-Cieszynie (około 45 kilometrów na południowy zachód od Rzeszowa) i Strzyżowie (około 30 kilometrów na południowy zachód od Rzeszowa) w województwie podkarpackim, zbudowana w czasie II wojny światowej.

## Charakterystyka
Główną częścią kwatery, wzniesionej w latach 1940–1941 przez Organizację Todta pod szyldem firmy zbrojeniowej Askania Werke przy linii kolejowej Rzeszów-Jasło (obecnie linia kolejowa nr 106), były dwa betonowe tunele schronowe przeznaczone dla pociągów sztabowych Hitlera:
- tunel schronowy w Stępinie-Cieszynie, zbudowany na otwartej przestrzeni (długość około 393 metry[2])
- tunel schronowy w Strzyżowie, usytuowany pod ziemią (długość około 438 metrów)

Do schronów w Stępinie-Cieszynie i Strzyżowie doprowadzono bocznice kolejowe; w pobliżu tuneli powstały dodatkowe budowle zaplecza. W trakcie budowy wykorzystywano niewolniczą pracę Żydów, m.in. z obozu w Szebniach.
Instalacje powstały nakładem pracy ok. 7000 robotników zatrudnionych przez blisko rok, ogółem 1,2 mln dni roboczych.
W dniach 27–28 sierpnia 1941 w Stępinie miało odbyć się spotkanie Hitlera i Mussoliniego w sprawie trwającej inwazji na ZSRR.
Tunele schronowe w Stępinie-Cieszynie i Strzyżowie są dostępne dla zwiedzających.